# Hochwanner
Schneefernerkopf – szczyt w paśmie Wettersteingebirge, w Alpach Bawarskich. Leży na granicy między Austrią (Tyrol), a Niemcami (Bawaria). Szczyt ten jest sławny ze swej północnej ściany mierzącej 1400 m. Jest to jedna z najwyższych ścian w całych Północnych Alpach Wapiennych
Pierwszego wejścia, w 1870 r., dokonał Hermann von Barth.